# Pedro Barceló García
Pedro Barceló García (Barcelona, 31 de gener 1951) és un metge català, diputat al Parlament de Catalunya en la IV Legislatura.

## Biografia
Llicenciat en medicina i cirurgia per la Universitat de Barcelona el 1974. Fou professor ajudant del Departament de Fisiologia i Bioquímica de la Facultat de Medicina de la UB el 1974-1976, s'especialitzà en reumatologia el 1977 i fou cap del servei de Reumatologia de l'Hospital de l'Aliança de Vic (1980-1990) i de la Clínica Platón des de 1980. És membre del Col·legi Oficial de Metges de Barcelona i de l'Acadèmia de Ciències Mèdiques de Catalunya i Balears.
També ha estat president de la Societat Espanyola de Reumatologia de 1988 a 1992. Des del 2001 és cap de la Unitat de Reumatologia de l'Hospital Universitari de la Vall d'Hebrón. També ha participat en el programa mèdic de RTVE Más vale prevenir.
Políticament, fou elegit diputat pel Partit Popular a les eleccions al Parlament de Catalunya de 1992, on fou membre de la Comissió d'Estudi de les Dificultats de la Utilització del Llenguatge de Signes.

## Obres
- Atlas de radiologia reumatológica,
- Manual de enfermedades reumàticas de la Sociedad Española de Reumatologia
- Plan de perfeccionamiento en reumatologia I y II